# 宮部保範
宮部 保範（みやべ やすのり、1966年11月5日 - ）は、東京都出身の元スピードスケート選手である。

## 経歴
東京生まれで、7歳の時父親の転勤に伴い北海道釧路市へ転居、その後埼玉県へ転居した。
同じく元スピードスケート選手の宮部行範は実弟。埼玉県立浦和高等学校-慶應義塾大学-王子製紙。弟とともに出場した1992年アルベールビルオリンピックでは500m5位、1000m19位、1994年リレハンメルオリンピックでは500m9位。
全日本スプリント選手権で第16回・第17回・第19回・第22回と4回総合優勝を達成した。
現在は北海道で「株式会社ミヤベスケートプロモーション」を経営している。